# المسألة الإيرلندية في السياسة البريطانية
كانت المسألة الإيرلندية إحدى القضايا السياسية البريطانية الكبرى التي برزت عدة مرات على مر القرون. حاولت بريطانيا فرض سيطرتها على البلد وإدارته، وأدت تلك المحاولات في بعض الأحيان إلى عواقب كبيرة واجهت السياسة البريطانية، تحديدًا في القرنين التاسع عشر والعشرين. وعلى الرغم من استقلال إيرلندا الاسمي (مملكة إيرلندا) حتى نهاية القرن الثامن عشر، لكن إيرلندا أصبحت عام 1801 جزءًا من المملكة المتحدة لبريطانيا العظمى وإيرلندا.
فأصبحت كثافة سكانية كبيرة في ظروف شديدة البؤس، تعيش على جزيرة تهيمن عليها كنيسة الدولة، وهي ليست كنيسة ذاك الشعب، بالإضافة إلى الطبقة الأرستقراطية التي تسيطر على الأراضي، بينما يعيش الأثرياء في العواصم والمدن الأجنبية. شعب جائع وطبقة أرستقراطية غائبة وكنيسة غريبة، أضف إلى ذلك أضعف نظام إداري في العالم، تلك هي المسألة الإيرلندية. هانسارد
أدت المجاعة الكبرى بين عامي 1845 و1851 إلى وفاة أكثر من مليون رجل وامرأة وطفل إيرلندي، وأجبرت نحو مليون شخص آخر على الهجرة، نحو الولايات المتحدة بشكل خاص. تعاملت الحكومة البريطانية مع المجاعة بطريقة سيئة جدًا، فخلّفت أثرًا عميقًا تمثّل بالضغينة وعدم الثقة، وتفاقم جرّاء كل مصيبة جديدة حلّت بالإيرلنديين. سادت وجهة نظر في إيرلندا مفادها أن سياسات مبدأ عدم التدخل (التي سمحت بتصدير الغذاء من إيرلندا) وقوانين الحبوب الهادفة إلى حماية الإنتاج الوطني (والتي منعت استيراد القمح منخفض التكلفة) هي عوامل رئيسة تسببت بحدوث المجاعة، وأنه بوسع الحكومة المستقلة، لو وُجدت، تخفيف حدة تلك المشاكل.
تمثلت إحدى نتائج قانون تفويض الشعب عام 1884 في حصول الكثير من الكاثوليكيين في إيرلندا على حق الاقتراع. حشد تشارلز ستوارت بارنل أصوات الكاثوليك كي يتمكّن الحزب البرلماني الإيرلندي من خلق توازنٍ في القوى ضمن برلمان المملكة المتحدة. حاول بارنل إعادة الحكم الذاتي لإيرلندا، واستخدم تكتيكات أبقت السياسة البريطانية في حالة من الاضطراب. عمل ويليام غلادستون وحزبه الليبرالي مع بارنل في أغلب الأحيان سعيًا لتحقيق الحكم الذاتي، لكن الحزب الليبرالي انقسم جراء ذلك، فانشق فريقٌ كبير عن حزب الاتحاديين الليبراليين. وتدهور وضع الحزب الليبرالي إلى الأبد نتيجة ما حصل.
أُقر قانون الحكم الذاتي عام 1914، لكن توقف تنفيذه خلال الحرب العالمية الأولى. حُلّت المسألة أخيرًا عام 1921 عن طريق تجزيء إيرلندا إلى دولة إيرلندا الحرة شبه المستقلة (التي يهيمن عليها الكاثوليك)، والتي تقع في جنوب غرب الجزيرة، وتحتلّ مساحة قدرها أربعة أخماس مساحة الجزيرة، والجزء الآخر هو إيرلندا الشمالية، والتي ظلّت جزءًا من المملكة المتحدة. برزت سلسلة أخرى من المشاكل في ستينيات القرن الماضي، عندما لم يستطع الكاثوليك الذين يقطنون إيرلندا الشمالية تحمّل السياسات الاضطهادية التي فرضتها حكومة إيرلندا الشمالية عليهم منذ زمن طويل. انتهت فترة المشاكل (ثلاثين عاماً من الحرب شبه الأهلية والتي أثرت بشدة على السياسة البريطانية) باتفاق الجمعة العظيمة عام 1998، وهو اتفاق عُقد لتقسيم السلطة بين الأحزاب في إيرلندا الشمالية، ونتجت عنه اتفاقية دولية بين إيرلندا والمملكة المتحدة بصفتهما كفيلين لهذا الاتفاق.
منذ عام 2017 وما بعد، تعرّضت السياسة البريطانية إلى أزمة جديدة جراء علاقة بريطانيا بإيرلندا، خصوصًا فيما يتعلق بانسحاب المملكة المتحدة من الاتحاد الأوروبي (بريكسيت). لم يستطع البرلمان حلّ الأزمة ثلاثية الحدود والتي تمثلّت بثلاثة أهداف مختلفة: الحدود المفتوحة ضمن الجزيرة، وإلغاء الحدود في القناة الشمالية (الفاصلة بين بريطانيا العظمى وإيرلندا)، وعدم مشاركة بريطانيا في السوق الأوروبية الموحدة والاتحاد الجمركي للاتحاد الأوروبي.

## القرن الثامن عشر
خلال معظم القرن الثامن عشر، شهدت إيرلندا هدوءًا على نطاق واسع، ولعبت دورًا صغيرًا في السياسة البريطانية. لكن بين عامي 1778 و1793، أُلغيت تقريبًا جميع القوانين التي فرضت قيودًا على الكاثوليك سواء من ناحية العبادة أو تملّك وتأجير الأراضي والتعليم وامتهان الحرف. استطاع أثرياء إيرلندا الكاثوليك الحصول على حق الاقتراع أيضًا عام 1793. أما القيد الأخير المتبقي فهو عدم السماح للإيرلنديين بانتخاب نوابٍ لهم في البرلمان. لعب رئيس الوزراء ويليام بيت الأصغر دورًا نشطًا في تلك الإصلاحات. في المقابل، كان الملك جورج الثالث بروتستانتيًا بحق، فأزعجته تلك الإصلاحات، ولم يرض بقبول الإيرلنديين في البرلمان، وأجبر بيت على الاستقالة من منصبه عام 1801.
على الرغم من أن أغلبية الكاثوليكيين شرعوا يحصلون على حقوقهم، لكن ملاك الأراضي الأنجليكيانيين هيمنوا بشكل كبير على الاقتصاد الإيرلندي والسياسة والمجتمع والثقافة، وألف هؤلاء الأنجيليكانيون ما عُرف بالبروتستانتية المهيمنة. احتوى شمال شرق إيرلندا نسبة كبيرة من أتباع الكنيسة المشيخية، ورفضوا التهميش الذي فرضته عليهم كنيسة الدولة. وكان لهؤلاء الدور الرئيس في تنمية الحس القومي الإيرلندي بعد عام 1790.

### تمرّد عام 1798
انفجر الوضع عام 1798 عندما اندلع تمرد إيرلندي ضعيف التنظيم، ثم قُمع بوحشية على يد الجيش البريطاني بعد مقتل آلاف الناس من الطرفين. قُدر عدد القتلى بـ 30 ألف. ارتأت لندن أن البرلمان الإيرلندي، الخاضع بشكل كبير للهيمنة البروتستانتية، غير قادر على حفظ النظام. لذا قررت بريطانيا حل البرلمان، وانضمت مملكة إيرلندا إلى مملكة بريطانيا العظمى، فتشكلت جراء ذلك المملكة المتحدة لبريطانيا العظمى وإيرلندا وفقاً لقوانين الاتحاد 1800.

## أوائل القرن التاسع عشر
احتوى جزء من الاتفاقية التي نجم عنها قانون الاتحاد شرطًا مفاده استبدال قوانين العقوبات في إيرلندا الخاصة بالكنيسة ومنح الانعتاق الكاثوليكي. منع الملك جورج الثالث منح الانعتاق، وعلل ذلك بأن منح الانعتاق يخالف قسم تتويجه الذي وعد فيه بالدفاع عن الكنيسة الأنجيليكانية. ترأس المحامي الكاثوليكي دانيال أوكونل حملة لإجازة وشرعنة الانعتاق الكاثوليكي عام 1829، ما سمح للكاثوليك بامتلاك مقاعد في البرلمان. قاد دانيال حملة أخرى لإبطال قوانين الاتحاد، لكنه فشل في ذلك.

### المجاعة الكبرى
عندما ضربت اللفحة المتأخرة الجزيرة بأكملها عام 1846، فقد معظم الناس مصدر الغذاء الرئيس، لأن المحاصيل النقدية (تُزرع من أجل البيع والربح) تُصدر إلى بريطانيا العظمى. على الرغم من جمع المؤسسات الخيرية والأفراد كميات كبيرة من المال بهدف إعانة المنكوبين، لكن الحكومة لم تتخذ إجراءات مناسبة، خاصة أنها تبنت سياسات الليبرالية الكلاسيكية وقوانين الحبوب، ما أدى إلى عدم توافر محصول القمح، وتحوّل المشكلة إلى كارثة حقيقية. هلكت طبقة المزارعين والعاملين في الحقول جراء الموت أو الهجرة، في فترة أصبحت تُعرف بـ «مجاعة البطاطا الإيرلندية» في بريطانيا، و«المجاعة الكبرى» في إيرلندا.
غيّرت المجاعة والذكرى المرافقة لها التوزع السكاني في الجزيرة والسياسة والمحيط الثقافي إلى الأبد. فلم ينسَ الإيرلنديون ما حصل، سواء أولئك الذين بقوا على الجزيرة أو الذين هاجروا وشكلوا الشتات الإيرلندي في أنحاء العالم. أصبحت مآسي المجاعة نقطة ارتكاز للحركات الوطنية الإيرلندية. ساءت أيضًا العلاقات المتوترة أساسًا بين الكاثوليك الإيرلنديين والتاج البريطاني، خاصة التوترات الإثنية والطائفية، وأصبحت الحركة الجمهورية الإيرلندية عاملًا فعالًا.